# Fronreute
Fronreute är en kommun (tyska Gemeinde) i Landkreis Ravensburg i förbundslandet Baden-Württemberg i Tyskland. Kommunen består av ortsdelarna (tyska Ortsteile) Blitzenreute och Fronhofen.
Kommunen ingår i kommunalförbundet Fronreute-Wolpertswende tillsammans med kommunen Wolpertswende.